# Neuville-sur-Margival
Neuville-sur-Margival és un municipi francès situat al departament de l'Aisne i a la regió dels Alts de França. L'any 2007 tenia 110 habitants.

## Demografia

### Població
El 2007 la població de fet de Neuville-sur-Margival era de 110 persones. Hi havia 32 famílies de les quals 4 eren unipersonals (4 homes vivint sols), 4 parelles sense fills, 16 parelles amb fills i 8 famílies monoparentals amb fills.
La població ha evolucionat segons el següent gràfic:
Habitants censats

### Habitatges
El 2007 hi havia 37 habitatges, 34 eren l'habitatge principal de la família i 3 eren segones residències. Tots els 37 habitatges eren cases. Dels 34 habitatges principals, 21 estaven ocupats pels seus propietaris i 13 estaven llogats i ocupats pels llogaters; 2 tenien tres cambres, 16 en tenien quatre i 16 en tenien cinc o més. 23 habitatges disposaven pel capbaix d'una plaça de pàrquing. A 11 habitatges hi havia un automòbil i a 23 n'hi havia dos o més.

### Piràmide de població
La piràmide de població per edats i sexe el 2009 era:
| Homes | Edats   | Dones |
| ----- | ------- | ----- |
| 0     | 95 o +  | 0     |
| 0     | 90 a 94 | 0     |
| 0     | 85 a 89 | 0     |
| 0     | 80 a 84 | 0     |
| 4     | 75 a 79 | 0     |
| 0     | 70 a 74 | 4     |
| 0     | 65 a 69 | 0     |
| 0     | 60 a 64 | 0     |
| 0     | 55 a 59 | 0     |
| 4     | 50 a 54 | 0     |
| 4     | 45 a 49 | 4     |
| 8     | 40 a 44 | 4     |
| 0     | 35 a 39 | 8     |
| 4     | 30 a 34 | 4     |
| 0     | 25 a 29 | 0     |
| 4     | 20 a 24 | 4     |
| 4     | 15 a 19 | 4     |
| 4     | 10 a 14 | 8     |
| 8     | 5 a 9   | 12    |
| 4     | 0 a 4   | 0     |

## Economia
El 2007 la població en edat de treballar era de 73 persones, 57 eren actives i 16 eren inactives. De les 57 persones actives 48 estaven ocupades (30 homes i 18 dones) i 9 estaven aturades (4 homes i 5 dones). De les 16 persones inactives 2 estaven jubilades, 6 estaven estudiant i 8 estaven classificades com a «altres inactius».
Activitats econòmiques
Els 2 establiments que hi havia el 2007 eren d'empreses de construcció.
Dels 2 establiments de servei als particulars que hi havia el 2009, 1 era una fusteria i 1 empresa de construcció.

## Poblacions més properes
El següent diagrama mostra les poblacions més properes.